# Marcello Catalano
Marcello Catalano (28 de julio de 1975 (49 años) es un naturalista italiano y autor especializado en plantas carnívoras. Como resultado de este interés, que comenzó en 1985, Catalano fundó la sociedad de la planta carnívora italiana ( Associazione Italiana Piante Carnivore, AIPC) y su revista trimestral, AIPC News (más tarde PC Magazine ), a finales de la década de 1990.
Entre 2000 y 2004, trabajó como pasante de jardinero en el Real Jardín Botánico de Kew, Real Jardín Botánico de Sídney, Jardín Botánico de Pavía, y los Robert Cantley Exóticos de Borneo, un vivero al por mayor con sede en Sri Lanka que se especializa en las plantas carnívoras del género Nepenthes. En 2005 Catalano publicó Coltivare le Piante Carnivore, el primer libro italiano sobre el cultivo de las plantas carnívoras, seguida en 2009 por la versión en inglés del mismo texto, bajo el título Growing Carnivores — an Italian perspective.
Como naturalista y explorador, desde 2004 Catalano ha centrado su investigación en las especies de Nepenthes de Indochina y en 2010 se publicó la monografía Nepenthes della Thailandia , donde describe 5 nuevos taxones de Tailandia: N. andamana, N. chang, N. kerrii, N. suratensis, y N. mirabilis var. globosa.
- La abreviatura «M.Catal.» se emplea para indicar a Marcello Catalano como autoridad en la descripción y clasificación científica de los vegetales.[13]